# 大高善興
大高善興（おおたか ぜんこう、1940年3月1日 - ）は、日本の企業家。セブン&アイ・ホールディングス傘下のスーパーマーケットヨークベニマル会長、日本チェーンストア協会副会長。

## 略歴
福島県出身。1958年に福島県立郡山商業高等学校を卒業し、父親の大高善雄が創業した紅丸商店（現ヨークベニマル）に入社する。
1962年、紅丸商店常務取締役に就任。1984年、ヨークベニマル専務取締役に就任。1994年、副社長に就任。2000年に兄の大高善二郎と交代する形で代表取締役社長に就任し、2003年より最高執行責任者（COO）に就任。15年3月会長CEOに退いた。日本チェーンストア協会副会長も務めた。2023年食料産業特別貢献大賞受賞。